# Kick Returner
Der Kick Returner (KR) ist ein Spieler der Special Teams in einer American-Football-Mannschaft.

## Aufgabe und Ablauf
Der Kick Returner ist nach einem Kickoff des gegnerischen Teams dafür zuständig, den Ball zu fangen und möglichst weit zurückzutragen (engl. to return – zurückbringen, -tragen).
Die Fangtechnik ist dabei die einzige Technik, die nur in den Special Teams eingesetzt wird. Anders als bei einer Interception kommt der Ball aus einer größeren Höhe und hat dadurch einen spitzeren Winkel und besitzt eine größere Geschwindigkeit. Der Ball wird nicht aus der Luft gefangen, stattdessen werden die Arme an den Ellenbogen zusammengeführt und durch leichtes zurücklehnen des Oberkörpers wird ein kegelförmiger Korb gebildet. Beim Fang stellt sich der Returner parallel zum Ball und geht in die Hocke um den Schwung des Balles besser aufnehmen zu können.
Alternativ kann er einen sogenannten Fair Catch anzeigen, dann darf er den Ball unbehelligt fangen und dabei nicht getackelt werden, darf den Ball aber nicht mehr weiter nach vorn tragen. Der Returner wählt den Fair Catch, wenn ihm die Gegner zu nahekommen und ihm dadurch beim Fangen des Balls die Gefahr eines Fumbles zu groß ist.
Die Offense beginnt ihren Angriff an der Stelle, an der der Fair Catch stattfand oder an der Stelle bis zu der der Returner den Ball zurücktragen konnte. Fängt der Returner den Ball in der eigenen Endzone und trägt ihn nicht zurück, sondern geht auf die Knie oder macht dort einen Fair Catch, so gibt es ein Touchback und die Offense beginnt an der eigenen 20-Yard-Linie. In diesem Fall muss ein Kick Returner schnell entscheiden, ob er überhaupt den Football fängt: läuft er mit dem Ball heraus, ohne die 20-Yards-Linie zu erreichen, so hätte er lieber den Touchback zugelassen.
Ein Kick Returner ist meistens ein sehr schneller Spieler. Diese Rolle wird also oft von einem Wide Receiver, Defensive Back oder einem Runningback übernommen. Üblicherweise übernehmen Reservespieler die Positionen in den Special Teams.
Aufgrund der ähnlichen Aufgaben kann ein Kick Returner auch als Punt Returner fungieren, öfter werden aber zwei verschiedene Spieler genommen. Als Faustregel gilt, dass ein Kickoff (d. h. gerader Tritt vom Boden) weniger schwer zu fangen ist als ein Punt (d. h. Tritt aus der Hand mit Effet), das Returnen aber riskanter ist. Der Hauptgrund ist, dass die gegnerischen Gunner, die den Kick Returner tacklen wollen, mit vollem Anlauf auf den Kick Returner zustürmen. Selbst wenn die Mitspieler fehlerlos blocken, kann es zu heftigen Kollisionen kommen. Diese Verletzungsgefahr führte dazu, dass die NFL 2011 beschloss, dass Kickoffs nicht mehr von der 30-Yards-Linie, sondern von der 35-Yards-Linie zu treten sind. Seitdem ist die Rolle von Kick Returnern marginalisiert, da Kickoffs häufig zu Touchbacks führen: im Jahr 2014 hatten die Carolina Panthers eine Kickoff-Touchback-Quote von über 74 %.

## Rekorde

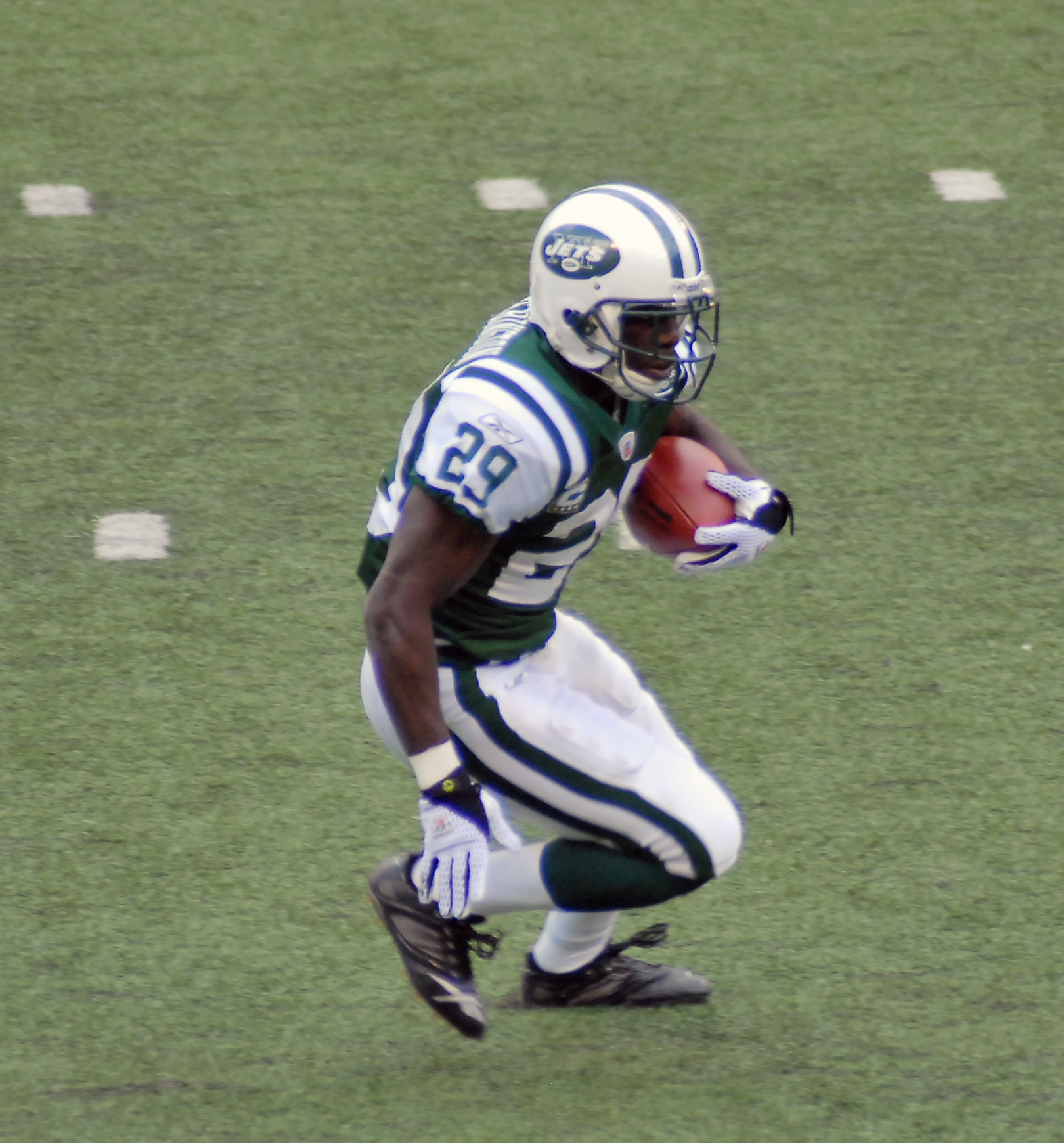
Leon Washington erlief acht Kick-Return-Touchdowns.

Der längste Kickoff-Return in der Geschichte der National Football League (NFL) gelang Cordarrelle Patterson, einem Wide Receiver der Minnesota Vikings, am 27. Oktober 2013. Er lief über 109 Yards zu einem Kickoff-Return-Touchdown.
Der längste Kickoff-Return in den Play-offs der NFL gelang zu Beginn der zweiten Hälfte des Super Bowls XLVII dem Returner der Baltimore Ravens, Jacoby Jones, der über 108 Yards zum Kickoff-Return-Touchdown lief.
Den höchsten Wert für Yards pro Return erreichte Gale Sayers. In seiner Karriere erlief der 1977 in die Pro Football Hall of Fame aufgenommene Runningback durchschnittlich 30,56 Yards pro Return.
Den Rekord für Kick-Return-Touchdowns halten gemeinsam Leon Washington und Josh Cribbs (jeweils 8).